# チェルシー・テラスへの道
『チェルシー・テラスへの道』（チェルシー・テラスへのみち、As the Crow Flies）は、作家ジェフリー・アーチャーが、1991年に発表した小説。
1900年にイーストエンド（いわばロンドンの下町地域）の貧しい大道商人（八百屋）の家に生まれた主人公チャーリー・トランパーが、ウエストエンドに百貨店を築き上げるサクセス・ストーリーを描いている。
本作品はアーチャーがサーガと呼ぶ長編の系統に属している。アーチャーは1979年に発表したはじめての長編『ケインとアベル』において、2人の主人公の視点を交互に描き、物語後編で双方の運命を交錯させる手法を試みているが、1984年発表の長編『めざせダウニング街10番地』においても同じ手法を用いており、以後は長編のスタイルとして確立した。日本語版翻訳者・永井淳は本作を『ケインとアベル』を彷彿とさせるものと評している。登場人物名を冠した各部の冒頭にその人物自身による叙述を太字（ボールド体）で記載する、登場人物の手紙を手書き風に記載するなど、実験的な手法が用いられている。
原題の「As the Crow Flies」は、イーストエンドに生まれた主人公がウエストエンドで成功することが、直線距離にして（As the Crow Flies）それほど離れていないのに、一生をかけた事業だったということを示している。

## 日本語訳
- 『チェルシー・テラスへの道』 永井淳訳、新潮文庫、改版2011年